# 4491 Otaru
4491 Otaru eller 1988 RP är en asteroid i huvudbältet som upptäcktes den 7 september 1988 av de båda japanska astronomerna Kazuro Watanabe och Kin Endate vid Kitami-observatoriet. Den är uppkallad efter den japanska staden Otaru.
Asteroiden har en diameter på ungefär 5 kilometer.